# Elaine O'Neal (fotógrafa)
Elaine O'Neil (nascida em 1946) é uma fotógrafa americana.
O seu trabalho encontra-se incluído nas colecções do Museu Smithsoniano de Arte Americana e do Museu de Belas-Artes de Houston.